# نورا سن
نورا سن (بالإنجليزية: Nora Sun)‏ هي دبلوماسية وسيدة أعمال أمريكية، ولدت في 6 أغسطس 1937 في شانغهاي في الصين، وتوفيت في 29 يناير 2011 في تايبيه في تايوان بسبب حادث مرور.